# Vikariát Tábor
Vikariát Tábor je jedním z deseti vikariátů českobudějovické diecéze. Skládá se ze 29 farností, okrskovým vikářem je R. D. Mgr. Michal Pulec, administrátor v Táboře. Vikariátní sekretář není obsazen.
Na území vikariátu se nachází významné mariánské poutní místo Klokoty, které je jedním z míst v českobudějovické diecézi se Svatou bránou milosrdenství v rámci Jubilejního roku milosrdenství (8. 12. 2015–20. 11. 2016).
Jedinou církevní školou v táborském vikariátu je Církevní základní škola Orbis-Pictus v Táboře.
Do konce roku 2019 bylo ve vikariátu 43 farností, v jejichž duchovní správě působilo 17 kněží. V rámci reformy církevní správy a zlepšení jejího řízení proběhla v tomto roce reorganizace celé diecéze, kdy k 1. lednu 2020 bylo 113 farností z původních 354 sloučeno s jinými do větších územních celků. Reforma se dotkla i táborského vikariátu, v němž klesl počet farností na 29.

## Seznam farností
| Farnost                 | Správce                                                            | Další duchovní ve farnosti                                                       | Sloučené zaniklé farnosti                   | Farní kostel                        | Další kostely |
| ----------------------- | ------------------------------------------------------------------ | -------------------------------------------------------------------------------- | ------------------------------------------- | ----------------------------------- | --- |
| Bechyně                 | R. D. Mgr. Tomáš Hajda administrátor                               | Mgr. Ing. Jan Novák trvalý jáhen                                                 | - Sudoměřice u Bechyně                      | Kostel svatého Matěje               | - Kostel Nanebevzetí Panny Marie (Bechyně) - Kostel svatého Michala (Bechyně) - Kostel Všech svatých (Sudoměřice u Bechyně)                                                                 |
| Borotín u Tábora        | R. D. Ing. Mgr. Pavel Němec, DiS. administrátor excurrendo         |                                                                                  |                                             | Kostel Nanebevstoupení Páně         | - Kostel Narození Panny Marie (Nový Kostelec) |
| Budislav                | R. D. Mgr. Jan Hamberger administrátor excurrendo                  |                                                                                  | - Tučapy                                    | Kostel Nanebevzetí Panny Marie      | - Kostel svatého Jakuba Staršího (Tučapy) |
| Dírná                   | R. D. Mgr. Jan Hamberger administrátor excurrendo                  |                                                                                  |                                             | Kostel svatého Vavřince             | |
| Drahov                  | R. D. Mgr. Ladislav Proks administrátor excurrendo                 |                                                                                  |                                             | Kostel Nanebevzetí Panny Marie      | |
| Dráchov                 | R. D. Mgr. Ladislav Proks administrátor excurrendo                 |                                                                                  |                                             | Kostel svatého Václava              | |
| Dražice                 | P. Mgr. Jiří Můčka OMI. administrátor excurrendo                   |                                                                                  |                                             | Kostel svatého Jana Křtitele        | |
| Hlavatce                | R. D. Mgr. Tomáš Hajda administrátor excurrendo                    | Mgr. Ing. Jan Novák trvalý jáhen                                                 |                                             | Kostel svatého Ondřeje              | |
| Chotoviny               | R. D. Vladimír Koranda administrátor                               |                                                                                  | - Hoštice u Tábora                          | Kostel svatého Petra a Pavla        | - Kostel Neposkvrněného Početí Panny Marie (Hoštice) |
| Choustník               | R. D. ThLic. Jarosław Józef Ścieraszewski administrátor excurrendo | Bc. Josef Kubů trvalý jáhen                                                      |                                             | Kostel Navštívení Panny Marie       | - Kostel svaté Kateřiny (Mlýny) |
| Chýnov                  | R. D. Mgr. Michal Pulec administrátor excurrendo                   | R. D. Mgr. Tomasz Krzysztof Piechnik farní vikář Mgr. Václav Mikula trvalý jáhen | - Hartvíkov - Hroby                         | Kostel Nejsvětější Trojice          | - Kostel svatého Petra a Pavla (Hartvíkov) - Kostel Nanebevzetí Panny Marie (Hroby) - Kostel svatého Bartoloměje (Pořín) - Kostel svaté Markéty (Radenín)                                   |
| Jistebnice              | R. D. Ing. Mgr. Pavel Němec, DiS. administrátor                    |                                                                                  | - Hodušín                                   | Kostel Archanděla Michaela          | - Kostel svatého Václava (Hodušín) |
| Malšice                 | R. D. Mgr. Michal Pulec administrátor excurrendo                   | P. Mgr. Tomasz Krzysztof Piechnik farní vikář                                    |                                             | Kostel Nejsvětější Trojice          | |
| Miličín                 | R. D. Vladimír Koranda administrátor excurrendo                    |                                                                                  | - Střezimíř                                 | Kostel Narození Panny Marie         | - Kostel svatého Havla (Střezimíř) |
| Mladá Vožice            | R. D. Vojtěch Blažek administrátor                                 |                                                                                  | - Hlasivo - Vrcholtovice                    | Kostel svatého Martina              | - Kostel Narození Panny Marie (Hlasivo) - Kostel Všech svatých (Janov) - Kostel Nejsvětější Trojice (Vrcholtovice) - Kostel svatého Mikuláše (Zárybničí)                                    |
| Neustupov               | R. D. Vladimír Koranda administrátor excurrendo                    |                                                                                  |                                             | Kostel Nanebevzetí Panny Marie      | - Kostel svatého Havla (Oldřichovec) |
| Nová Ves u Mladé Vožice | R. D. Vojtěch Blažek administrátor excurrendo                      |                                                                                  |                                             | Kostel svaté Kateřiny               | - Kostel svatého Filipa a Jakuba (Oldřichov) |
| Opařany                 | R. D. Ing. Mgr. Pavel Němec, DiS. administrátor excurrendo         |                                                                                  | - Stádlec                                   | Kostel svatého Františka Xaverského | |
| Planá nad Lužnicí       | R. D. Mgr. Michal Pulec administrátor excurrendo                   | R. D. Mgr. Tomasz Krzysztof Piechnik farní vikář                                 |                                             | Kostel svatého Václava              | |
| Rataje u Bechyně        | R. D. Mgr. Tomáš Hajda administrátor excurrendo                    |                                                                                  |                                             | Kostel Nejsvětější Trojice          | - Kostel Nanebevzetí Panny Marie (Dobronice) |
| Ratibořské Hory         | P. Mgr. ThLic. Martin Sedloň, OMI administrátor excurrendo         |                                                                                  | - Pohnání                                   | Kostel svatého Vojtěcha             | - Kostel svatého Prokopa (Pohnání) - Kostel svatého Bartoloměje (Ratibořice) |
| Sezimovo Ústí           | R. D. Mgr. Michal Pulec administrátor excurrendo                   | R. D. Mgr. Tomasz Krzysztof Piechnik farní vikář Mgr. Václav Mikula trvalý jáhen |                                             | Kostel Povýšení sv. Kříže           | |
| Smilovy Hory            | R. D. Vojtěch Blažek administrátor excurrendo                      |                                                                                  |                                             | Kostel Rozeslání svatých Apoštolů   | |
| Soběslav                | R. D. Mgr. Jan Hamberger administrátor                             | Mgr. Ing. Jan Novák trvalý jáhen                                                 | - Janov u Soběslavi - Nedvědice u Soběslavi | Kostel svatého Petra a Pavla        | - Kostel svatého Jana Nepomuckého (Janov) - Kostel svatého Mikuláše (Nedvědice) - Kostel svatého Šimona a Judy (Skalice) - Kostel svatého Víta (Soběslav) - Kostel svatého Marka (Soběslav) |
| Šebířov                 | R. D. Vojtěch Blažek administrátor excurrendo                      |                                                                                  |                                             | Kostel svatého Havla                | |
| Tábor                   | R. D. Mgr. Michal Pulec administrátor                              | R. D. Mgr. Tomasz Krzysztof Piechnik farní vikář Mgr. Václav Mikula trvalý jáhen |                                             | Kostel Proměnění Páně na hoře Tábor | - Kostel Narození Panny Marie (Tábor) |
| Tábor-Klokoty           | P. Mgr. Jiří Můčka, OMI. administrátor                             | P. Mgr. ThLic. Martin Sedloň, OMI. farní vikář Mgr. Václav Mikula trvalý jáhen   |                                             | Kostel Nanebevzetí Panny Marie      | |
| Veselí nad Lužnicí      | R. D. Mgr. Ladislav Proks administrátor                            |                                                                                  | - Hamr                                      | Kostel Povýšení svatého Kříže       | - Kostel Nejsvětější Trojice (Hamr) - Kostel svatého Floriána (Veselí nad Lužnicí) |
| Zálší                   | P. Václav Hes administrátor excurrendo                             |                                                                                  |                                             | Kostel Navštívení Panny Marie       | |